# Archibald Hill
Archibald Vivian Hill (Bristol, 1886. szeptember 26. – Cambridge, 1977. június 3.) angol fiziológus, biofizikus. 1922-ben Otto Meyerhoffal megosztva orvostudományi Nobel-díjban részesült az izmok hőtermelésének kutatásáért.

## Tanulmányai
A családja és kollégái által A. V.-ként ismert Archibald Hill 1886. szeptember 26-án született Bristolban Jonathan Hill és felesége, Ada Priscilla Rumney gyermekeként. Apai ágon öt nemzedékre visszamenőleg bristoli fakereskedőktől származott. Amikor Archibald hároméves volt, szülei elváltak és apja elhagyta őket, soha többé nem találkozott vele. Hétéves koráig anyja tanította, majd 1894-ben átköltöztek Weston-super-Mare-ba. Archibald előbb a helyi Brean Villa iskolába, majd a tivertoni Blundell's School magániskolába járt, ahol korán megmutatkozott matematikai érdeklődése. A középiskolában kiváló sportoló is volt, elsősorban a lövészetben és a futásban tűnt ki.
1905-ben ösztöndíjasként (másként anyja nem engedhette volna meg magának a taníttatását) beiratkozott a Cambridge-i Egyetemre, ahol a Trinity College-ben tanult matematikát. Hamarosan azonban megunta a túlságosan elméleti tárgyakat és olyan tudományágat keresett, amely közelebb állt a valósághoz. Walter Fletcher élettanprofesszor hatására kezdett el biofizikával (ezen belül az izomműködés fizikájával) foglalkozni. 1909-ben sikeresen levizsgázott, a következő évben pedig a Trinity College tagjaként és a Cambridge-i Egyetem kutatójaként kezdett el dolgozni. 

## Tudományos munkássága
Első önálló munkájában a nikotin és a kuráré izomösszehúzódásra gyakorolt hatását vizsgálta és megállapította, hogy magas koncentrációnál a vegyületek hatása telítődik. Hasonló telítési görbét talált, amikor a hemoglobin oxigénkötésének kinetikáját tanulmányozta. Az erre felállított Hill-egyenlet egyszerűsítetten kezelte ugyan a reakció mechanizmusát, de a gyakorlatban jól használhatónak bizonyult és az ezen a téren dolgozó kutatók széleskörűen alkalmazták.
1910-ben kezdte az izomösszehúzódással járó hőtermelés (miotermia) kutatását. Mivel ebben a témában német kutatók már értek el előrehaladást, Hill 1911-ben Lipcsében, Jénában és Tübingenben németországi körutat tartott és végiglátogatta a neves élettani laboratóriumokat. Miután visszatért Angliába, hűtött környezetben tartott, gondosan preparált békaizmon kimutatta, hogy az összehúzódáskor termelt hő az izom feszülésével arányos, a környező hőmérséklettől függetlenül. érzékeny méréseivel követni tudta, miképp alakul át az izomban tárolt kémiai energia a feszülés fizikai potenciáljává és kinetikája hogyan hasonlítható össze az összehúzódáskor termelődő tejsav és szén-dioxid mennyiségével. Kísérleteket végzett az idegingerület továbbításával járó hőtermelődés kimutatására, de ehhez műszerei ekkor nem voltak elég érzékenyek (14 évvel később már sikerült hőemelkedést mérnie egy hasonló kísérletben).

## Az első világháború
Az első világháború kitörésekor a korábban tartalékos tiszti képzésen részt vett Hill századosi rangban belépett a cambridgeshire-i ezredbe és az újoncok kiképzését bízták rá. 1916-ban megbízták egy fizikusokból és matematikusokból álló kutatócsoport összeállításával, amely a légvédelmi ütegek fejlesztésével és ballisztikai problémák megoldásával foglalkozott; emellett részt vett a légvédelem és a repülésfejlesztés kormányzati bizottságainak munkájában.
A békekötés után 1919-ben visszatért Cambridge-be, majd miután jelentős fejlesztésekkel megnövelte műszerei érzékenységét (ekkor már néhány századmásodpercig fennálló 0,003 °C-os emelkedést is képes volt detektálni) és új miotermikus méréseiről publikációt jelentetett meg, elfogadta a Manchesteri Egyetem meghívását és 1920-tól az élettan professzoraként adott elő és folytatta biofizikai kísérleteit. 

## Későbbi pályafutása
Az 1922. évi élettani és orvostudományi Nobel-díjat (amiről csak 1923-ban döntöttek) Archibald Hill kapta az izomműködés termodinamikai analíziséért. A díjat a német Otto Meyerhoffal osztotta meg, aki kimutatta, hogy az izomban a glikogén tejsavvá alakul át.
1923-tól Hill a University College London élettanprofesszoraként dolgozott tovább, egészen 1951-es nyugdíjba vonulásáig. Londoni laboratóriumának egyik első vendégkutatója az amerikai Herbert Gasser volt, aki később szintén Nobel-díjat kapott idegélettani kutatásaiért.
Az 1930-as években, ahogyan egyre nőtt a háborús veszély, Hill részt vett annak a tudományos bizottságnak a felállításában, amely segítségével kifejlesztették a radart. Más prominens angol kutatókkal (mint pl. Ernest Rutherford) együtt tagja volt annak a szervezetnek, amely a németországi náci rezsim elől menekülő tudósoknak biztosított munkahelyet és megélhetést. Összesen több mint 900 tudóst (köztük 18 leendő Nobel-díjast) segítettek ezen a módon. Hill egy kis, mozgatható karú Hitler-bábut is tartott az irodájában, "hálából az általa küldött kutatókért".
A második világháború alatt a londoni egyetemet evakuálták, Hill laboratóriumát pedig bezárták. 1940-ben függetlenként indult a parlamenti választásokon és a Cambridge-i Egyetem jelöltjeként bekerült az alsóházba. A washingtoni brit nagykövetség "létszámfölötti légügyi attaséjeként" több alkalommal járt az Egyesült Államokban a két ország háborús erőfeszítéseinek összehangolása céljából. 1943-44-ben közel öt hónapot Indiában töltött és a brit kormány számára összefoglalót készített az indiai tudományos és oktatási helyzetről. 

## Elismerései
- A Brit Birodalom Rendje (1918)

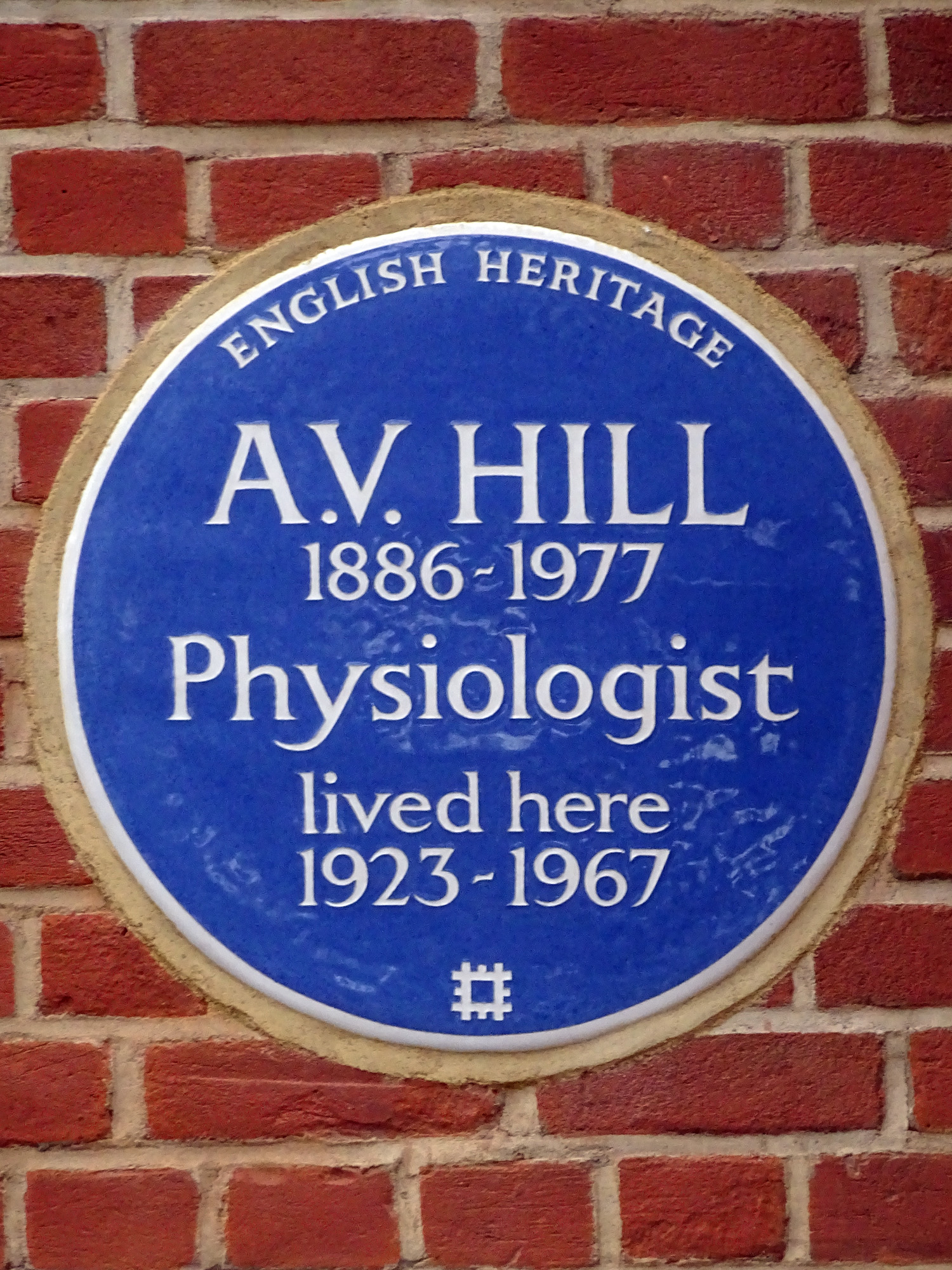
Emléktábla Hill londoni házán

- Fiziológiai és orvostudományi Nobel-díj (1922)
- A Becsület Társaságának Rendje (1946)
- Szabadság-érem ezüstpálmával (USA, 1947)
- Copley-érem (1948)
- Francia Becsületrend (1950)

1918-tól tagja volt a Royal Society-nek. 1935-1945 között a társaság titkára, 1946-ban pedig külügyi titkára volt.

## Családja
Archibald Hill 1913-ban vette feleségül Margaret Neville Keynest, a híres közgazdász John Maynard Keynes nővérét. Négy gyermekük született: Mary Eglantyne (közgazdász), David Keynes (fiziológus, biofizikus), Janet Rumney (pszichiáter) és Maurice Neville (geofizikus). Hillnek 14 unokája volt és halála pillanatában 4 dédunokája.
1977. június 3-án halt meg Cambridge-ben, 90 éves korában. 